# Feliks Lipski
Feliks Lipa a Lipski, także Felix Lipski (ur. 30 maja 1812, zm. 30 października 1885 w Przemyślu) – powstaniec listopadowy.
Jako żołnierz brał udział w powstaniu listopadowym, służył w 8 Pułku Piechoty Liniowej; za udział w powstaniu 8 czerwca 1831 został odznaczony Krzyżem Złotym Orderu Virtuti Militari.

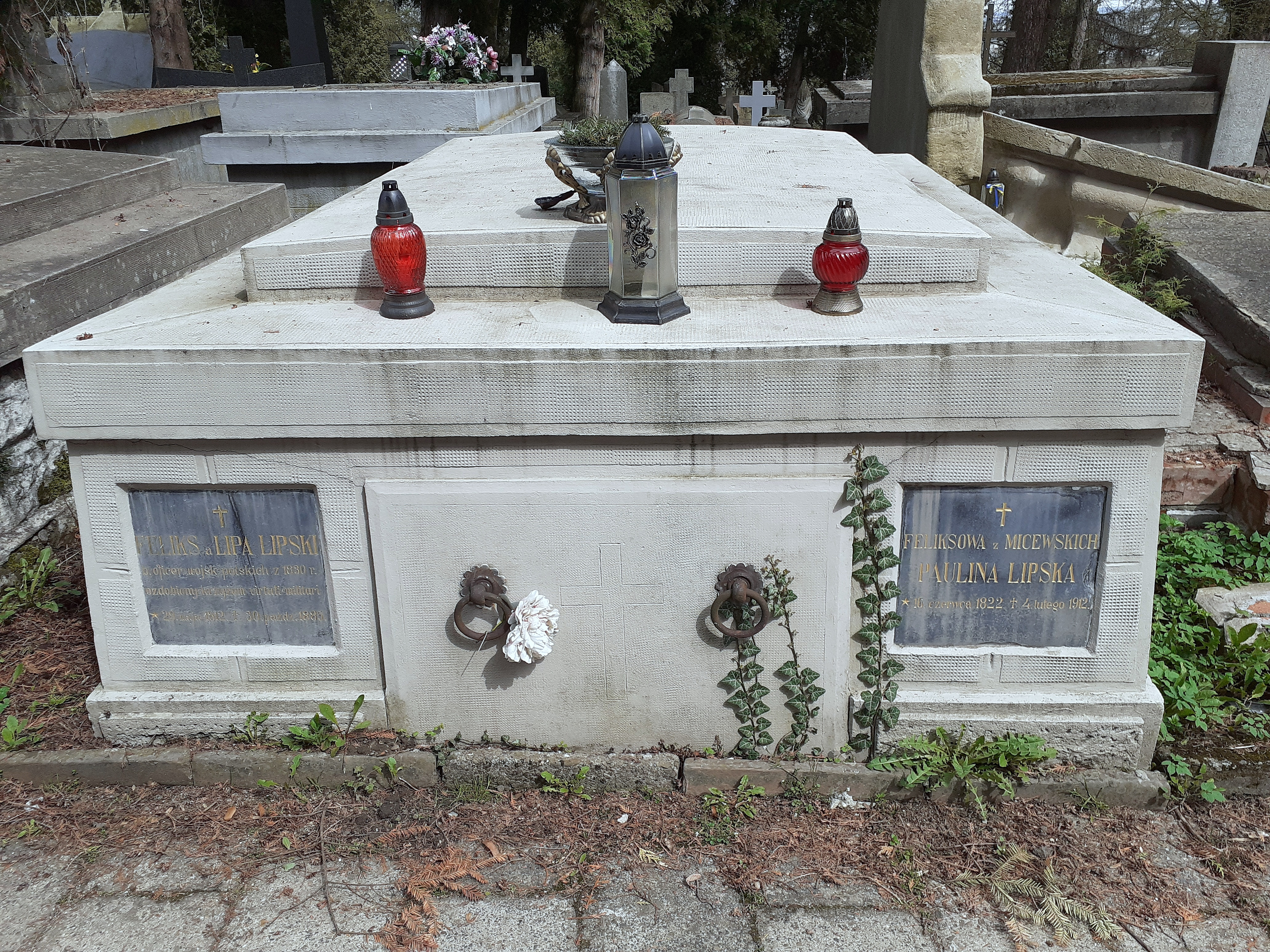
Grobowiec Feliksa i Pauliny Lipskich

Jego żoną była Paulina Micewska (1822-1912). 2 listopada 1885 został pochowany na cmentarzu Głównym w Przemyślu.